# فالدوني فريتاس دا ماتا
فالدوني فريتاس دا ماتا (20 أبريل 1971 في البرازيل – )؛ هو لاعب كرة قدم سابق كان يلعب كمهاجم.

## وصلات خارجية
- فالدوني فريتاس دا ماتا على موقع رابطة كرة القدم اليابانية للمحترفين (اليابانية)